# Christus (Draeseke)
Pour les articles homonymes, voir Christus.

Christus : un mystère en un prélude et trois oratorios (en allemand : Christus: Ein Mysterium in einem Vorspiele und drei Oratorien) est une œuvre religieuse pour soli, chœurs et orchestre du compositeur allemand Felix Draeseke terminée en septembre 1899.

## Histoire
C'est la réalisation la plus importante de Felix Draeseke qui lui a demandé plus de trente ans de préparation et cinq ans de composition. Les quatre parties portent les numéros d'opus 70-73.
L'œuvre ayant été mise en chantier dès les années 1860, Draeseke et son beau-frère, le révérend Adolf Schollmeyer, ont commencé à rassembler des idées pour cette composition. Selon les propres notes du compositeur :
« Le texte du morceau a été pris exclusivement dans les Saintes Écritures .... des modifications ponctuelles de moindre importance sont intervenues souvent pour obtenir un style plus dramatique, mais des idées ne se trouvent pas dans la Bible n'apparaissent que très rarement. »
Christus a été créé à Berlin en 1912, sous la direction de Bruno Kittel. Plus tard la même année, Kittel a conduit une seconde exécution intégrale à Dresde; cela constitue les seules exécutions complètes de l'œuvre.

## Structure
Christus est constitué de quatre sections séparées:
- Prélude - Die Geburt des Herrn (la Naissance du Seigneur) op. 70
- Premier Oratorio - Christi Weihe (la Consécration de Christ)  op. 71
- Second Oratorio - Christus der Prophet (Christ le Prophète) op. 72
- Troisième Oratorio - Tod und Sieg des Herrn (Mort et Victoire du Seigneur) op. 73